# شیام بنگال
شیام بِنِگال (هندی: श्याम बेनेगल؛ زادهٔ ۱۴ دسامبر ۱۹۳۴ – درگذشتهٔ ۲۳ دسامبر ۲۰۲۴) کارگردان، فیلم‌نامه‌نویس و سیاست‌مدار کشور اهل هند بود. وی جوایز زیادی از جشنواره‌های سینمایی هند برده‌است.

## جوایز
- پایان شب - ۱۹۷۶ -نامزد جایزه نخل طلا از جشنواره فیلم کن
- نهال - ۱۹۷۴ - نامزد جایزه خرس طلایی از جشنواره فیلم برلین